# Jim Oscarsson
Jim Oscarsson, född 14 april 1961, är en svensk travkusk, travtränare och uppfödare av travhästar. Han bedriver Stall Oscarsson Blädingeås Gård Vislanda 
 Hemmabana är Kalmar. Han är far till Kevin Oscarsson.
Oscarsson var verksam i USA mellan åren 2011–2013. Under tiden där vann han bland annat Peter Haughton Memorial med Aperfectyankee 2012. Med honom kom han även på fjärdeplats i 2013 års upplaga av Hambletonian Stakes. Han tränade även Stefan Melander-ägda Nuncio under hans debutsäsong 2013. Med honom tog han en andraplats i Peter Haughton Memorial 2013.
Han har 2018 cirka 50 hästar i sin träning. Hans vinstrikaste häst är Explosive de Vie, som bland annat kom på andraplats i Jubileumspokalen 2016.

## Segrar i större lopp

### Grupplopp
| År   | Lopp                    | Häst             | Kusk            | Grupp   |
| ---- | ----------------------- | ---------------- | --------------- | ------- |
| 2007 | Solvalla Grand Prix     | Dig For Dollars  | Jim Oscarsson   | Grupp 2 |
| 2011 | Svampen Örebro          | Dreams Take Time | Örjan Kihlström | Grupp 2 |
| 2012 | Peter Haughton Memorial | Aperfectyankee   | Jim Oscarsson   | Grupp 1 |
| 2016 | Guldstoet               | Dream On Honey   | Jim Oscarsson   | Grupp 2 |
| 2017 | E3-final (långa), ston  | Violet Bi        | Jim Oscarsson   | Grupp 1 |

### Övriga
| År   | Lopp                     | Häst               | Kusk            |
| ---- | ------------------------ | ------------------ | --------------- |
| 2007 | Fyraåringsstjärnan       | Dig For Dollars    | Jim Oscarsson   |
| 2010 | Breeders' Crown, 2-åriga | Split The Bill     | Jim Oscarsson   |
| 2010 | Breeders' Crown, 2-åriga | Donttellmewhattodo | Örjan Kihlström |
| 2011 | Breeders' Crown, 2-åriga | Dreams Take Time   | Kevin Oscarsson |
| 2011 | Vinterfavoriten          | Dreams Take Time   | Örjan Kihlström |
| 2019 | Vinterfavoriten          | Florist            | Kevin Oscarsson |